# 俄罗斯—越南关系

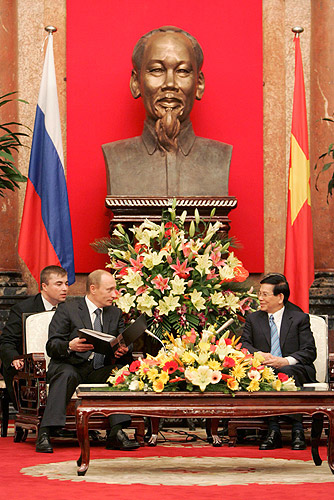
俄羅斯總統弗拉基米爾·普京和越南社會主義共和國主席阮明哲

俄越关系（俄語：Российско-вьетнамские отношения，羅馬化：Rossiisko-vetnamskie otnosheniya，越南语：／*/?），是指俄罗斯联邦和越南社會主義共和國之間的雙邊關係，双边关系可以追溯到1950年1月30日，前苏联是第一个承认并与越南民主共和国建交的欧洲国家，蘇聯在北越設立了大使館 。

## 政治交流
蘇聯是越南傳統上主要的盟友之一，蘇聯解體後，蘇聯的主要繼承國俄羅斯聯邦與越南建立了友好的關係。2001年1月，為紀念俄越兩國建交50週年，俄羅斯總統普京正式訪問河內，由越南社会主义共和国主席陳德良接待。2009年7月25日，俄羅斯外長拉夫羅夫到訪越南，訪問為期兩天；拉夫羅夫在訪問中與越南外長范家謙舉行會談，他事後表示會談旨在建立戰略夥伴關係，又指兩國關係發展積極，相信雙方的合作將能保持在最高水平。目前，越南与俄罗斯保持着「全面战略合作伙伴关系」，俄罗斯继中国之后是第二个与越南建立此分级外交关系的国家。

### 外交机构
越南在莫斯科设有大使馆，并暂辖越南在 亞美尼亞、 、 、 、 的相关事务。越南也在叶卡捷琳堡、海参崴等城市设有总领事馆。
 俄羅斯在河內设有駐越大使館，在胡志明市及岘港市均设有总领事馆。

## 經貿關係

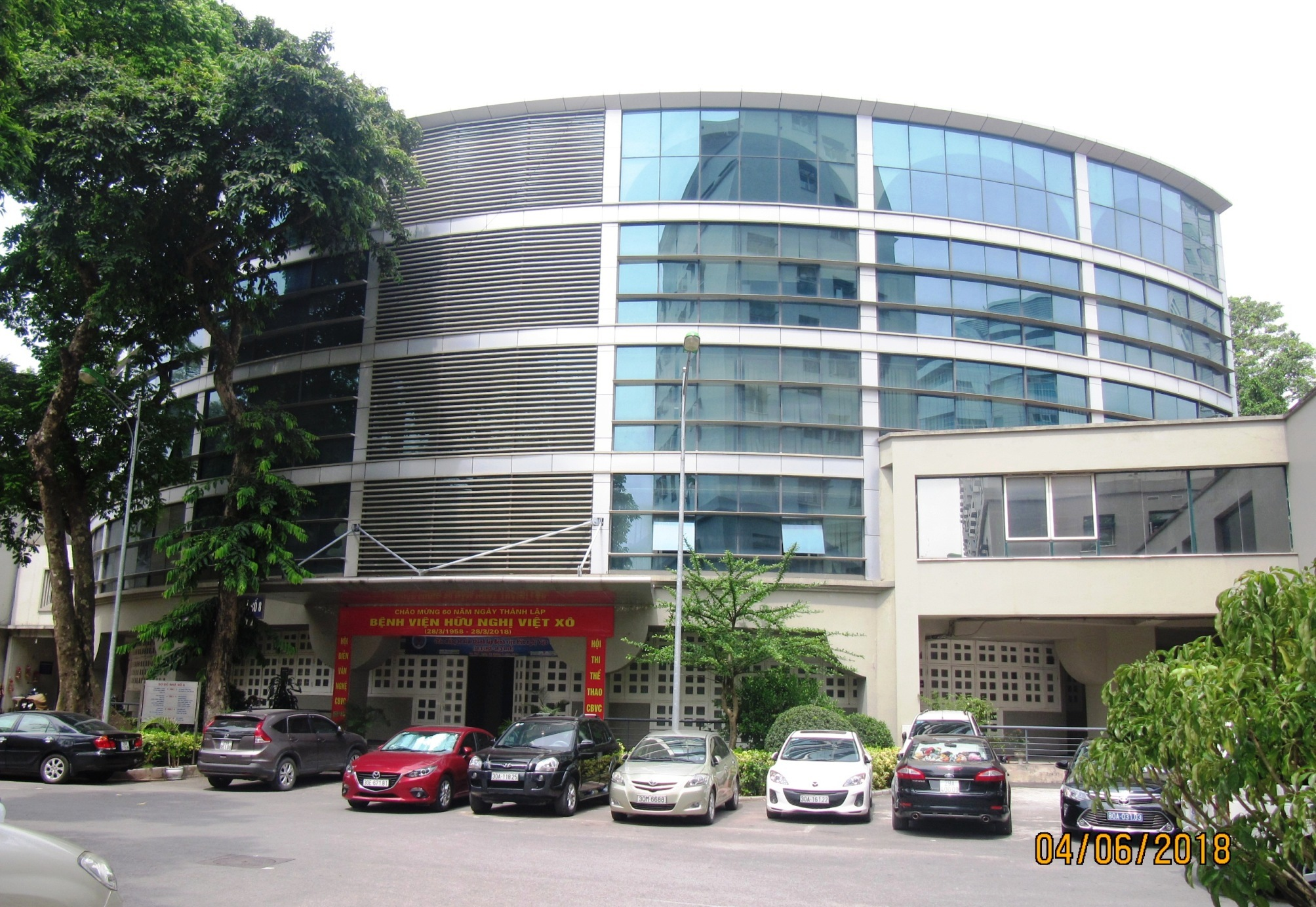
河内越苏友谊医院

2001年，俄罗斯和越南兩國的雙邊貿易總額為5.5億美元，俄羅斯出口到越南的產品包括機械和鋼材，越南出口到俄羅斯的產品則包括紡織品和大米，兩國亦保持在能源領域上的合作，例如合資從越南白虎油田泵送原油、合作參與民用核能計劃等；越南國家主席阮明哲於2008年10月訪問莫斯科，並簽署協議，內容為有關越南和俄羅斯企業在越南海域共同開發能源鑽探。越南與俄羅斯的核能機構曾簽署諒解備忘錄，但沒有透露具體細節，拉夫羅夫指兩國在原子能方面的合作將是優先事項。
2009年七月中旬，俄羅斯與越南的電信企業合資推出移動服務；2013年3月，歐亞經濟共同體領導人安德烈·斯列普涅夫（Andrey Slepnev）到訪河內，就越南加入白俄羅斯、哈薩克斯坦和俄羅斯關稅同盟的可能性舉行會談。

## 軍事關係
與政治和經貿關係相比，俄羅斯和越南之間的軍事合作遠低於蘇聯時代。蘇聯海軍在越南金蘭灣一個美國製造的基地設有駐軍，基地又在1987年擴大了4倍，有分析人士認為基地是用於抗衡中國潛在的威脅，但蘇聯和越南官方否認；然而，早在1988年，當時的苏联外交部長爱德华·谢瓦尔德纳泽曾討論撤軍的可能性，部隊曾在1990年裁軍，俄羅斯最終於2002年撤出剩餘的部隊。
由於與中國的存在领土争端，越南正在逐漸加深與印度和俄羅斯的合作關係。2013年，俄羅斯政府與越南簽署了數項軍事合同，出售6架潛艇和12架蘇-30MKK戰鬥機。此外，俄羅斯總理德米特里·梅德韋傑夫批准了一項草案，正式確定俄越兩國之間的防務合作。